# Сенат Техаса
Сенат Техаса (англ. Texas Senate) — верхняя палата законодательного собрания штата Техас.
Сенат состоит из 31 члена, представляющих одномандатные округа Техаса. Выборы в Сенат проводятся каждые четыре года в первый вторник после первого понедельника ноября, в день выборов губернатора. Ограничений на количество переизбраний для сенаторов нет. Сенат заседает в Капитолии Техаса в Остине.

## Руководство
Председателем Сената является вице-губернатор штата. В его обязанности входит председательствование в Сенате, назначение председателей и членов комитетов, направление законов в конкретные комитеты, предоставление слова сенаторам во время дебатов и принятие процедурных решений.
В отличие от других законодательных собраний штатов, в состав Сенат Техаса не входят лидеры фракций большинства и меньшинства. Временный председатель может быть избран из любой партии, независимо от того, составляет ли эта партия большинство в Сенате. Как правило, должность временного председателя занимает старейший сенатор. Временный председатель руководит заседаниями во время отсутствия председателя или во время внеочередной сессии.
| Должность                             | Фамилия      | Партия                 | Резиденция | Округ |
| ------------------------------------- | ------------ | ---------------------- | ---------- | ----- |
| Вице-губернатор / Председатель Сената | Дэн Патрик   | Республиканская партия | Хьюстон    |       |
| Временный председатель                | Хуан Инохоса | Демократическая партия | Мак-Аллен  | 20    |

## Комитеты
В сенате 81-го созыва были комитеты:
- управления (Administration)
- сельского хозяйства
- торговли
- уголовного судопроизводства
- экономического развития
- образования
- финансов
- организационной структуры правительства
- здоровья и социальной помощи
- высшего образования
- межштатных отношений
  - подкомитет затопления и откачивания воды
- международных отношений и торговли
- права
- природных ресурсов
- по выдвижению кандидатур
- государственных дел
- транспортной и национальной безопасности
- по делам ветеранов и военных объектов
  - подкомитет закрытия и перегруппировки военных баз
- контроля над уголовным судопроизводством (объединённый комитет с Палатой представителей Техаса)
- Bexar Metropolitan Water District Legislative Oversight (объединённый комитет с Палатой представителей Техаса)

## Состав
| Состав                       | Партия (Цвет указывает большинство в сенате) | Партия (Цвет указывает большинство в сенате) | Итого |          |
| ---------------------------- | -------------------------------------------- | -------------------------------------------- | ----- | -------- |
| Состав                       |                                              |                                              | Итого |          |
| Состав                       | Республиканская                              | Демократическая                              | Итого | вакантно |
| Конец предыдущего созыва     | 19                                           | 11                                           | 30    | 1        |
|                              |                                              |                                              |       |          |
| С 2013                       | 19                                           | 11                                           | 30    | 1        |
| Результаты последних выборов | 63,3 %                                       | 36,7 %                                       |       |          |

### Список членов
| Сенатор | Сенатор                                        | Партия          | Избирательный округ | Город           | Год избрания |
| ------- | ---------------------------------------------- | --------------- | ------------------- | --------------- | ------------ |
|         | Кевин Элтайф (Kevin Eltife)                    | республиканская | 1                   | Тайлер          | 2004         |
|         | Боб Дюэлл (Bob Deuell)                         | республиканская | 2                   | Гринвилл        | 2003         |
|         | Роберт Николс (Robert Nichols)                 | республиканская | 3                   | Джэксонвилл     | 2007         |
|         | Томми Уильямс (Tommy Williams)                 | республиканская | 4                   | Зе-Вудлендс     | 2003         |
|         | Чарльз Швертнер (Charles Schwertner)           | республиканская | 5                   | Джорджтаун      | 2013         |
|         | Сильвия Гарсиа (Sylvia Garcia)                 | демократическая | 6                   | Хьюстон         | 2013         |
|         | Пол Беттенкорт (Paul Bettencourt)              | республиканская | 7                   | Хьюстон         | 2015         |
|         | Кен Пакстон (Ken Paxton)                       | республиканская | 8                   | Мак-Кинни       | 2013         |
|         | Келли Хэнкок (Kelly Hancock)                   | республиканская | 9                   | Форт-Уэрт       | 2013         |
|         | Уэнди Дэвис (Wendy Davis)                      | демократическая | 10                  | Форт-Уэрт       | 2009         |
|         | Ларри Тейлор (Larry Taylor)                    | республиканская | 11                  | Френдсвуд       | 2013         |
|         | Джейн Нельсон (Jane Nelson)                    | республиканская | 12                  | Флауэр-Маунд    | 1993         |
|         | Родни Эллис (Rodney Ellis)                     | демократическая | 13                  | Хьюстон         | 1990         |
|         | Кирк Уотсон (Kirk Watson)                      | демократическая | 14                  | Остин           | 2007         |
|         | Джон Уитмайр (John Whitmire)                   | демократическая | 15                  | Хьюстон         | 1983         |
|         | Джон Карона (John Carona)                      | республиканская | 16                  | Даллас          | 1996         |
|         | Джоан Хаффман (Joan Huffman)                   | республиканская | 17                  | Southside Place | 2008         |
|         | Гленн Хегар (Glenn Hegar)                      | республиканская | 18                  | Кэти            | 2007         |
|         | Карлос Урести (Carlos I. Uresti)               | демократическая | 19                  | Сан-Антонио     | 2006         |
|         | Хуан Инохоса (Juan «Chuy» Hinojosa)            | демократическая | 20                  | Мак-Аллен       | 2002         |
|         | Джудит Дзаффирини (Judith Zaffirini)           | демократическая | 21                  | Ларедо          | 1987         |
|         | Брайан Бёрдуэлл (Brian Birdwell)               | республиканская | 22                  | Гранбери        | 2010         |
|         | Ройс Уэст (Royce West)                         | демократическая | 23                  | Даллас          | 1993         |
|         | Трой Фрейзер (Troy Fraser)                     | республиканская | 24                  | Хорсшу-Бей      | 1997         |
|         | Донна Кэмпбелл (Donna Campbell)                | республиканская | 25                  | Нью-Браунфелс   | 2013         |
|         | Летиция ван де Пютте (Leticia R. Van de Putte) | демократическая | 26                  | Сан-Антонио     | 1999         |
|         | Эдди Люсио-мл. (Eddie Lucio, Jr.)              | демократическая | 27                  | Браунсвилл      | 1991         |
|         | Роберт Дункан (Robert L. Duncan)               | республиканская | 28                  | Лаббок          | 1997         |
|         | Хосе Родригес (José R. Rodríguez)              | демократическая | 29                  | Эль-Пасо        | 2010         |
|         | Крейг Эстес (Craig Estes)                      | республиканская | 30                  | Уичито-Фолс     | 2001         |
|         | Кел Селигер (Kel Seliger)                      | республиканская | 31                  | Амарилло        | 2004         |

## Известные бывшие члены
- Эдвард Кларк — вице-губернатор Техаса (1859—1861), губернатор Техаса (1861)
- Джеймс Уинрайт Флэнаган — сенатор США (1870—1875)
- Джон Айрленд — член Верховного суда Техаса (1876), губернатор Техаса (1883—1887)
- Риенци Мелвилл Джонстон — сенатор США (1913)
- Эрл Брэдфорд Мэйфилд — сенатор США (1923—1929)
- Лоуренс Салливан Росс — губернатор Техаса (1887—1891)
- Джозеф Сэйерс — вице-губернатор Техаса (1879—1881), член Палаты представителей США (1885—1898), губернатор Техаса (1899—1903)
- Аллан Шиверс — вице-губернатор Техаса (1946—1949), губернатор Техаса (1949—1957)
- Престон Смит — губернатор Техаса (1969—1973)
- Джеймс Трокмортон — губернатор Техаса (1866—1867), член Палаты представителей США (1874—1888)
- Маттиас Уорд — сенатор США (1858—1859)
- Луис Уигфолл — сенатор США (1859—1861)
- Чарльз Несбитт Уилсон — член Палаты представителей США (1973—1996)